# Elizaveta Ostrogska

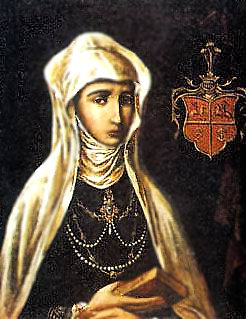
Halszka z Ostroga

Elizaveta Ostrogska, född 19 november 1539, död december 1582, var en polsk furstinna. Hon var det dåtida Polens största arvtagerska och föremål för tre juridiskt tveksamma äktenskap under skandalartade former. Hon är huvudkaraktären i en roman av Józef Ignacy Kraszewski, Halszka (Wilno 1838).